# Remonstrantse kerk (Haarlem)
De Remonstrantse kerk is een kerk in Haarlem tussen de Wilhelminastraat en de Leidsevaart.